# Megalogryllus clamosus
Megalogryllus clamosus är en insektsart som beskrevs av Mesa, A. och García-novo 2004. Megalogryllus clamosus ingår i släktet Megalogryllus och familjen syrsor. Inga underarter finns listade i Catalogue of Life.